# سایوز۱۸آ
سایوز-۱۸آ (به روسی: Союз 18)(به معنای اتحاد ۱۸)(همینطور شناخته شده با نام های دیگر مانند پرواز شماره۳۶ 7K-T و شکست ۵ آپریل) یک مأموریت سرنشین دار سازمان فضایی شوروی به مقصد سالیوت-۴ بود که به دلیل عدم کارکرد صحیح بوسترها و شکست در جداشدن از فضاپیما شکست خورد. این پرواز دومین پرواز فضایی فضانوردان این مأموریت بعد از سایوز۱۲ که در آن مأموریت هم با یکدیگر پرواز کردند محسوب می شد. به دلیل جدا نشدن بوستر مرحله سوم از قسمت دوم فضاپیما، سایوز۱۸ بعد از رسیدن به خط کارمن در ارتفاع ۱۰۰ کیلومتری زمین دوباره به منطقه پرواز زیر مداری برگشت و در نهایت در دامنه های پایینی رشته کوه های آلتای و بر روی درختان فرود آمدند. این شکست که حدوداً ۳ ماه قبل از پروژه آپولو-سایوز رخ داد، برای تحت تاثیر قرار ندادن اذهان عمومی و همینطور مقامات آمریکایی توسط روس ها به طور کامل اطلاع رسانی نشد.

## خدمه مأموریت

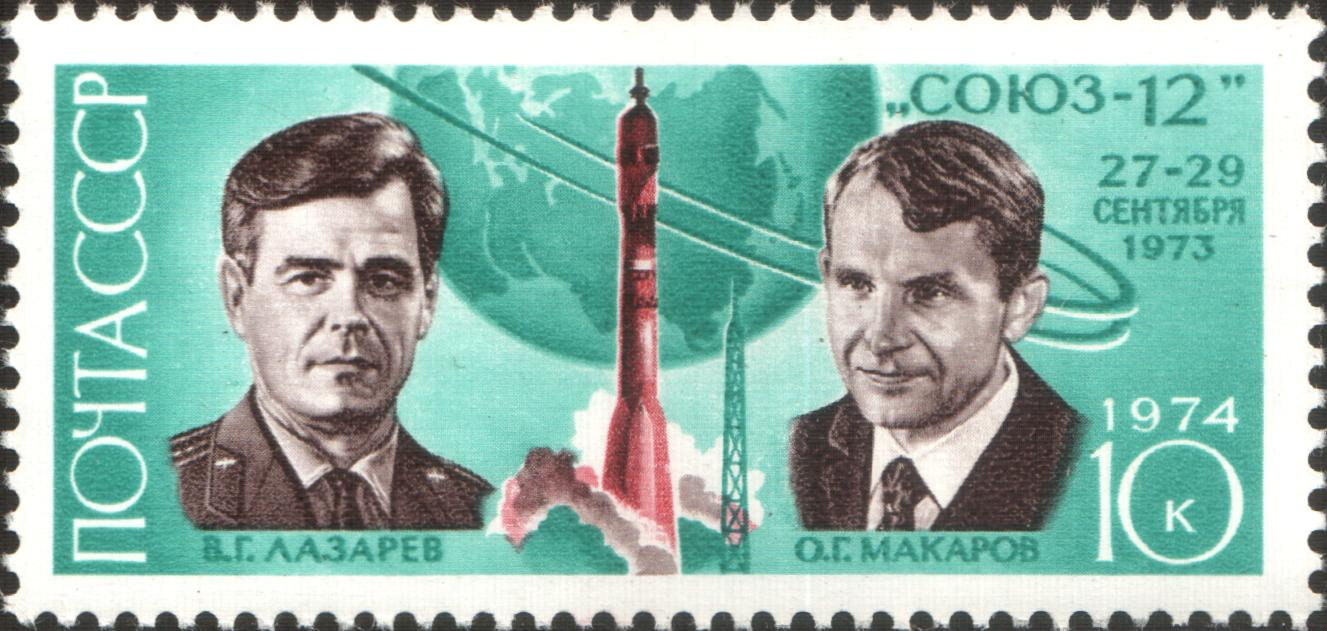
تصاویر فضانوردان سایوز۱۸آ روی تمبر

| شماره | نام                     | ملیت               | تعداد پرواز | نقش         | تصویر |
| ۱     | واسیلی لازارف           | اتحاد جماهیر شوروی | ۲           | فرمانده     |       |
| ۲     | اولگ گریگوریویچ ماکاروف | اتحاد جماهیر شوروی | ۱           | مهندس پرواز |       |